# Boris Palu
Pour les articles homonymes, voir Palu.

a Compétitions nationales et continentales officielles uniquement.

b Matchs officiels uniquement.
Dernière mise à jour le 1 juillet 2025.
Boris Palu, né le 4 février 1996 à Toulouse (France), est un joueur international français de rugby à XV jouant aux postes de troisième ligne aile ou deuxième ligne.

## Biographie

### Jeunesse et formation
Né à Toulouse d'un père grand passionné de rugby originaire de Gaussan et d'une mère d'origine camerounaise, Boris Palu passe sa petite enfance en Afrique. Il commence la pratique du rugby à XV à cinq ans, dans la ville de Saint-Germain en Laye. En 2011, il intègre le pôle espoirs du lycée Lakanal. La même année, il rejoint le club du Racing Métro 92.

### Carrière professionnelle
En 2016, Boris Palu dispute sa première rencontre professionnelle face au CA Brive qui se solda par une défaite 33-27. Il dispute une saison blanche lors de la saison 2016-2017. Mais lors de la saison 2017-2018, il gagne la confiance des coachs Laurent Labit et Laurent Travers. Au 30 mars 2018, il a disputé 20 matchs de la saison 2017-2018.
En novembre 2018, il est sélectionné avec les Barbarians français pour affronter les Tonga au Stade Chaban-Delmas de Bordeaux. Remplaçant, il entre à la place de Swan Rebbadj à la 57e minute. Les Baa-Baas s'inclinent 38 à 49 face aux tongiens.
En 2020, il est appelé pour la première fois dans le groupe de l'équipe de France pour préparer le Tournoi des Six Nations à la suite de la prise de fonction du nouveau sélectionneur Fabien Galthié. Il est remplaçant pour le premier match du Tournoi face à l'Angleterre au Stade de France.
En janvier 2025, son départ en direction de l'Union Bordeaux Bègles est signé en prévision de la saison suivante.

## Palmarès

### En club
- Champion de France en 2016 avec le Racing 92
- Champion de France espoirs en 2015
- Coupe d'Europe :
  - Finaliste en 2018 et 2020 avec le Racing 92

### En équipe nationale

#### Tournoi des Six Nations
| Édition          | Rang | Résultats France | Résultats Palu | Matchs Palu |
| ---------------- | ---- | ---------------- | -------------- | ----------- |
| Six Nations 2020 | 2    | 4 v, 0 n, 1 d    | 2 v, 0 n, 0 d  | 2/5         |

Légende : v = victoire ; n = match nul ; d = défaite ; la ligne est en gras quand il y a Grand Chelem.